# Gioco pericoloso (film 2025)
Gioco pericoloso è un film del 2025 diretto da Lucio Pellegrini.

## Trama
A un vernissage Carlo Paris, critico d'arte e scrittore in crisi creativa, incontra Peter Drago, esuberante giovane che spazia dalla fotografia alla pittura e all'architettura senza però specializzarsi in nessuna disciplina. I due fanno presto amicizia.
Carlo è sentimentalmente legato a Giada Costanzi, promettente ballerina con cui ha un rapporto di passione e complicità. Quando le presenta Peter la ragazza rimane turbata ma non lo dà a vedere al suo compagno. La situazione però non migliora col passare dei giorni: l'aspirante artista si presenta spesso a casa Paris dimostrandosi invasivo benché cordiale, e Carlo sembra particolarmente entusiasta di questa sua nuova conoscenza anche perché gli dà lo spunto per ricominciare a scrivere raccontandogli di una ragazza, Maria, scomparsa nel nulla anni addietro proprio lì a Sabaudia, nei dintorni della sua villetta. L'uomo, che ora divide il suo tempo con Peter e Giada, non sa che i due, anni addietro, hanno avuto una relazione e che ora si sono ritrovati per puro caso. 
Peter finisce col trasferirsi nella dépendance di Carlo continuando a sperimentare arti diverse; Giada cerca invano di allontanarlo. Il giovane, quasi divertito all'idea di infastidire la ragazza, se ne va solo per poco tempo quando, a una cena con altri esperti d'arte, finisce col prenderla male quando gli viene rinfacciata la sua insistenza nel voler sottoporre a chiunque le proprie creazioni artistiche senza arte né parte. Tra le sue ultime invenzioni ci sono polaroid dei suoi genitori, prima avvelenati e poi spogliati e messi in pose particolari sul letto. Intanto Carlo continua a scrivere il suo romanzo ispirandosi al caso di Maria.
Nonostante i suoi sforzi, Peter non riesce a trovare una strada da seguire. In preda alla frustrazione prima svela a Carlo di aver avuto una relazione con Giada, poi boicotta lui distruggendogli il nuovo romanzo e invita lei a raggiungerlo in spiaggia per una sorta di rappresentazione teatrale. Qui però Giada neutralizza Peter e, con l'aiuto di Carlo, lo uccide dandolo infine alle fiamme insieme alla sua scenografia.
In passato Peter e Giada erano una coppia felice, che passava molto tempo in preda a sostanze stupefacenti, poi lei, infastidita dall'interesse che lui sembrava mostrare verso la loro nuova amica Maria, aveva reagito uccidendola.
Tutta la storia di cui sopra è raccontata da un'editrice che espone il nuovo romanzo di Carlo Paris, Performance. Al firmacopie l'autore autografa una copia del libro a una splendida ragazza di nome Caterina: ella è identica a Giada; rimasto colpito, Carlo la segue fuori dall'evento e nota che con lei c'è un uomo esattamente uguale a Peter.

## Produzione
Il film, diretto da Lucio Pellegrini e scritto dallo stesso su un soggetto scritto con Elisa Fuksas, è stato prodotto da Matteo Rovere e Sydney Sibilia per Groenlandia.
Intitolato inizialmente Performance, le riprese si sono tenute tra Roma e Latina, oltre che lungo il litorale laziale, con riprese a Terracina, Sabaudia e sul monte Circeo.

## Distribuzione
La locandina e il trailer ufficiali sono stati pubblicati su Internet il 20 febbraio 2025, il film è stato distribuito nelle sale il successivo 13 marzo.

## Accoglienza

### Critica
Il film è stato accolto con recensioni miste da parte della critica cinematografica, che sebbene ne abbia apprezzato la recitazione del cast, in particolar modo di Elodie, Scarpetta e Giannini, ha riscontrato criticità nell'aderenza al genere cinematografico thriller.
Antonio Bracco di Comingsoon.it afferma che il regista ricerca «una precisa scelta estetica» la quale che «conferisce al film una confezione raffinata», trovando tuttavia che la scelta che la sceneggiatura «mantenga una sorta di credibilità rispetto agli eventi che racconta» ritenendo che «se fosse stato più estremo, avrebbe lasciato una traccia più profonda di sé».
In una recensione meno entusiasta Giulia Lucchini del Cinematografo, sebbene apprezzi il cast attoriale, scrive che al film manca l'essenza del genere noir, trovando che il film «non riesce ad essere avvincente né tantomeno pericoloso» divenendo un «thriller senza adrenalina». Anche Paola Casella di MYmovies.it non resta particolarmente colpita dalle scelte della regia, ritenendo che «i topos del thriller-noir lasciano a desiderare», nonostante presenti «affascinanti inquadrature ispirate all'arte contemporanea», e sottolineando che la scrittura dei personaggi ed eventi narrati risultino «poco credibili e contiene implausibilità tali da rendere la visione davvero problematica».